# Honoré Barthélémy
Pour les articles homonymes, voir Barthélémy.
Honoré Barthélémy (Albert Honoré Joseph Barthélémy), né le 25 septembre 1891 à Paris 13e et mort à Paris 13e le 12 mai 1964, est un coureur cycliste français.

## Biographie
Pendant la Première Guerre mondiale, il est blessé le 12 octobre 1915 à Souchez.
Il est professionnel de 1918 à 1927.
Lors du Tour de France 1920, il chute au cours de la 8e étape. Il repart malgré un œil crevé par un silex pointu qui le fait souffrir. Malgré une épaule cassée et un poignet luxé, il finit 8e et 1er français.
En 1921, il remporte Paris-Saint-Étienne devant Henri Pélissier. Il finit 3e du tour de France avec un œil de verre
En 1927, lors de sa victoire au Bol d'or de Paris, il établit le record de l'épreuve en parcourant 1 035,114 km en 24 heures.
En mai 1964, il a un accident à Champigny-sur-Marne alors qu’il circule en vélomoteur, il meurt à Paris des suites de cet accident.

## Palmarès
- 1910
  - Paris-Château-Thierry
  - 2e de Paris-Évreux
- 1911
  - Paris-Fontainebleau
  - Paris-Troyes
  - Championnat de Paris amateurs
  - Paris-Cabourg
  - Paris-Dieppe
  - 3e de Paris-Bernay
  - 3e du championnat de France sur route amateurs
- 1912
  -  Champion de France des indépendants
  - Reims-Dinant
  - 3e de Paris-Vailly
- 1913
  - 2e de Nancy-Les Vosges
- 1918
  - 2e de Trouville-Paris
  - 8e de Paris-Tours
- 1919
  - 6e, 9e, 10e et 11e étapes du Tour de France
  - 2e de Strasbourg-Paris
  - 2e du championnat de France sur route
  - 2e du Grand Prix de l'Armistice
  - 2e de Lyon-Marseille
  - 3e de Paris-Roubaix
  - 4e de Paris-Tours
  - 5e du Tour de France
- 1920
  - 2e de Paris-Tours
  - 3e du championnat de France de cyclo-cross
  - 3e de Paris-Nancy
  - 3e du Critérium des As
  - 4e de Paris-Roubaix
  - 8e du Tour de France
- 1921
  - Paris-Saint-Étienne :
    - Classement général
    - 2e étape

  - 12e étape du Tour de France
  - 3e du Tour de France
- 1922
  - 1er du Petit Tour de France 1922 au vélodrome du Parc des Princes[4]
- 1923
  - Tours-Angers-Tours
  - 6e de Bordeaux-Paris
- 1925
  - Bol d'or
- 1927
  - Bol d'or
  - 2e de Paris-Contres

## Résultats sur le Tour de France
8 participations
- 1919 : 5e, vainqueur des 6e, 9e, 10e et 11e étapes
- 1920 : 8e
- 1921 : 3e, vainqueur de la 12e étape
- 1922 : abandon (11e étape)
- 1923 : abandon (3e étape)
- 1924 : abandon (6e étape)
- 1925 : abandon (7e étape)
- 1927 : abandon (9e étape)